# النيد (الرستاق)
النيد منطقة سكنية تقع في ولاية الرستاق، التابعة لمحافظة جنوب الباطنة في سلطنة عمان. يقدر عدد سكانها بـ 259 نسمة حسب إحصاء 00987654321q 2010 التابع للمركز الوطني للإحصاء والمعلومات الحكومي. رمز المنطقة هو 70130216.

## الوصلات الخارجية
- المركز الوطني للإحصاء والمعلومات، سلطنة عمان